# Al-Zahiriyya
al-Zahiriyya (in arabo الظاهريه‎?, al-Ẓāhiriyya) è una città palestinese di circa 35.000 abitanti del Governatorato di Hebron, 23 km a sud della città di Hebron.